# Гамма (одиниця вимірювання)
Га́мма — позасистемна одиниця вимірювання напруженості магнітного поля, застосовувана в геофізиці. Позначається грецькою літерою γ.
1 гамма = 10−5 ерстед = 0.01/(4π) A/м ≈ 0.000795774715 А/м.
Напруженість магнітного поля Землі на поверхні становить в середньому близько 50000 γ (залежно від точки).